# São Gonçalo do Rio Abaixo
São Gonçalo do Rio Abaixo – miasto i gmina w Brazylii, w stanie Minas Gerais. Znajduje się w mezoregionie Metropolitana de Belo Horizonte i mikroregionie Itabira.